# 김재종 (1955년)
김재종(金在鍾, 1955년 2월 21일~)은 대한민국의 정치인, 기업인이다. 제37대 충청북도 옥천군수(2018~2022), 제9대 충청북도의원(2010~2014)을 지냈다.

## 학력
- 1967~1970 옥천중학교 졸업
- 1973~1976 우송공업대학
- 2011~2013 충남대학교 행정대학원 행정학 석사

## 경력
- 1993~: 명가하우스웨딩홀 대표
- 2005.04~2017.04: 한국음식업중앙회 충북지회 지회장
- 2009~: 옥천군장학회 이사
- 2009~: 대한민국재향군인회 옥천군지회 부회장
- 2010.07~2014.03: 제9대 충청북도의회 의원(초선, 옥천군 제1선거구)
- 2012.07~2014.03: 제9대 충청북도의회 후반기 의회운영위원회 위원장
- 2014.07: 민선6기 새정치민주연합 옥천군수 후보
- 2016.07: 제20대 국회의원 더불어민주당 비례대표 후보
- 2018.07~2022.06: 제37대 민선 7기 충청북도 옥천군수
- 2022.10~: 더불어민주당 충청북도당 부위원장

## 역대 선거 결과
|  | 55.65% |

|  | 38.11% |

|  | 25.54% |

|  | 51.50% |